# Look Left Recordings
Look Left Recordings är ett Stockholmsbaserat skivbolag grundat 1999 av Peter Ejheden. Bolaget är inriktat på att ge ut indiepop och har gett ut skivor med banden Granada, Paris, Busty och Fatboy. Den första skivan som bolaget gav ut var Granadas debut-EP Everyone Wants To (1999).

## Diskografi
| År   | Grupp   | Album/singel                             | Format    |
| ---- | ------- | ---------------------------------------- | --------- |
| 1999 | Granada | Everyone Wants To                        | CD        |
| 1999 | Busty   | Juggernaut                               | CD        |
| 2002 | Granada | Takes a Lot of Walking                   | CD        |
| 2002 | Granada | Time to Pass                             | CD-singel |
| 2003 | Paris   | Les Amis De Paris                        | CD        |
| 2003 | Paris   | Streetlights                             | 7"-singel |
| 2003 | Paris   | Yellow Eden                              | CD        |
| 2003 | Paris   | Disco Fever                              | CD-singel |
| 2003 | Paris   | Rainy Day in London                      | CD-singel |
| 2003 | Granada | Let That Weight Slide Off Your Shoulders | CD        |
| 2003 | Granada | Where Stars Are Made                     | CD-singel |
| 2004 | Fatboy  | Steelhearted                             | CD        |
| 2004 | Granada | Drinking Problem                         | CD-singel |
| 2004 | Paris   | Hey Sailor!                              | CD-singel |
| 2004 | Fatboy  | This Tear Will Never Leave My Eye        | CD-singel |
| 2005 | Paris   | 60 Minutes                               | CD-singel |
| 2005 | Paris   | Secrets on Tape                          | CD        |